# Eremoryzomys mesocaudis
Eremoryzomys mesocaudis és una espècie de mamífer rosegador de la família dels cricètids. És endèmic del Perú, on viu a altituds d'entre 463 i 859 msnm. És un orizomini de mida mitjana, amb una llargada total de 256 mm de mitjana. El seu nom específic, mesocaudis, significa ‘cua mitjana’ en llatí. Com que fou descoberta fa poc, l'estat de conservació d'aquesta espècie encara no ha estat avaluat formalment.